# 11266 Macke
11266 Macke è un asteroide della fascia principale. Scoperto nel 1981, presenta un'orbita caratterizzata da un semiasse maggiore pari a 3,2369348 UA e da un'eccentricità di 0,2441858, inclinata di 1,86329° rispetto all'eclittica.